# Trimulyo (Jetis)
Trimulyo is een bestuurslaag in het regentschap Bantul van de provincie Jogjakarta, Indonesië. Trimulyo telt 16.849 inwoners (volkstelling 2010).